# Exit (песня U2)
«Exit» (с англ. — «Выход») — песня ирландской рок-группы U2, десятый трек из альбома The Joshua Tree (1987). «Exit» была сочинена на основе длинного джем-сейшена, который был записан за один дубль и сокращён до более короткой аранжировки. Текст песни описывает размышления серийного убийцы. Он был вдохновлён криминальным романом Нормана Мейлера «Песнь палача» (ставшим лауреатом Пулитцеровской премии в 1980 году), прочитанным фронтменом группы Боно, и другими произведениями схожей тематики. «Exit» считается одной из самых мрачных песен U2.
В 1989 году во время суда по делу об убийстве Ребекки Шеффер Роберт Джон Бардо использовал «Exit» в качестве линии защиты, утверждая, что эта песня повлияла на его действия.
В 1987 году композиция регулярно исполнялась на концертах турне U2 Joshua Tree Tour, после чего пропала из сет-листа группы, вернувшись в него лишь спустя 30-лет во время юбилейного тура посвященного 30-летию The Joshua Tree. Живая запись песни фигурирует в фильме «Rattle and Hum» (1988), а также в концертном альбоме Live from Paris (2007).

## Сочинение и запись
«Если вы попытаетесь [разобрать] джем-сессию, а затем воссоздать её, то можете добраться до точки, в которой скорее всего загубите её напрочь. Но если вам удастся воссоздать этот момент [импровизации] и доработать его так, чтобы люди не замечали какие-либо несостыковки, тогда вы сохраните [былые] вдохновение и импульс и как бы выловите жемчужину».
«Exit» была сочинена в последний день студийных сессий альбома The Joshua Tree. Песня возникла из продолжительного «джема» который группа исполнила в виде одной попытки. Продюсер Даниэль Лануа вспоминал: «Это был длинный джем, состоящий из одной части, но в нём было некое волшебство, и мы решили превратить его во что-то [большее]». Сопродюсер Брайан Ино отредактировал получившуюся запись, сократив хронометраж до финального размера. Гитарист Эдж вспоминал: «Песня началось как совместная тренировка с определённым настроением и ассоциациями. И действительно, я будто погрузился в неё, эксперимент определённо удался». Лануа говорил: «Что-то происходит, когда U2 отжигают в репетиционной комнате… иногда ситуация выходит из-под контроля, в хорошем смысле слова, в плане звука. В том плане, что вы не знаете наверняка, что получится в итоге, процесс записи просто идёт своим чередом и вынуждает музыкантов подстраиваться под ситуацию».
Эджем была придумана гитарная партия, но он не смог записать её на привычных инструментах, так как из-за недопонимания с дорожной бригадой бо́льшая часть его оборудования была вывезена из дома и сдана на хранение. Единственной оставшейся аппаратурой были гитарный усилитель Roland Chorus и гитара Bond Electraglide, которые музыкант получил в рекламных целях. По словам Лануа, гитара «считалась просто куском хлама». Однако после того как Эдж и Ино начали играть на инструменте, они были впечатлены его звуком и впоследствии добавили получившуюся запись в «Exit». Лануа вспоминал: «Это был очень, очень грязный гитарный звук, похожий на звук работающего станка, который скрипит и кряхтит».
Текст песни был вдохновлён романом Нормана Мейлера «Песнь палача» повествующим о серийном убийце Гэри Гилморе, а также новеллой Трумена Капоте «Хладнокровное убийство» (1966 года). Рабочим названием трека было «Песнь палача». Фронтмен U2 Боно читал оба произведения и хотел попытаться сочинить песню, «описывающую происходящее в голове убийцы». Чтение произведений Фланнери О’Коннора и Рэймонда Карвера вдохновило его на попытку понять «сначала обычных людей, а затем аутсайдеров, отщепенцев — тех, кто находится на окраинах земли обетованной, отрезанных от американской мечты». Боно отмечал, что первоначальный текст песни представлял собой короткий рассказ, «однако я убрал из него несколько куплетов, потому что он понравился мне в качестве наброска. Это песня о парне, которому приходит в голову идея. Он слышит её от проповедника по радио или что-то в этом роде и слетает с катушек …». Вокалист отметил, что хотя на включение в альбом претендовали около 30 треков, он «хотел песню с подобным привкусом насилия, в особенности учитывая тот факт, что она должна была располагаться перед композицией „Mothers of the Disappeared“».
«Exit» предпоследняя песня на The Joshua Tree. Хотя она начинается с басовой линии Адама Клейтона, в некоторых издания альбома на компакт-дисках в начало трека по ошибке включили коду из предыдущей песни «One Tree Hill».

## Музыка и тематика текста
«Даже не знаю, о чем идёт речь в этой песне. Кто-то видит в ней убийство, кто-то суицид. Я не возражаю. Тут важен ритм слов, передающий состояние ума».
Песня написана в размере 4
4 с темпом 120 ударов в минуту. Её хронометраж составляет 4 минуты и 13 секунд.
Текст «Exit» описывает происходящее в голове психопатического убийцы. Редактор Hot Press Ниалл Стоукс выражал мнение, что песня «исследует область, присущую одним или обоим [убийцам — Гилмору и Мэнсону], проникая в голову главного героя, который впадает в психоз». Он подчёркивал, что смысл «Exit» состоял в том, чтобы «передать душевное состояние человека, доведенного какими бы то ни было сильными побуждениями до самой грани отчаяния». По мнению Стоукса, «скрытая религиозная образность», присутствующая в песне, была ответом на «фанатизм подразумевающийся в вере», и что песня позволила U2 «[изгнать своих] собственных демонов, их собственный гнев и ярость из-за превратностей судьбы, обрушившихся на них». Ещё один публицист Hot Press Билл Грэм отметил, что «Exit» позволила U2 «наконец-то признать, что Антихрист существует в каждом из нас».
Басист Адам Клейтон сказал, что фраза «Он видел, что руки, которые строят, могут также разрушать» была выпадом в сторону противоречивой роли правительства США в аспекте международных отношений. Тема считается одной из центральных в альбоме, две его песни — «Bullet the Blue Sky» и «Mothers of the Disappeared» — напрямую посвящены внешней политике Соединённых Штатов. Тем не менее, комментируя «Exit» Боно сказал: «Всё это прекрасно — проводить параллели с Америкой и насилием, которое является следствием её агрессивной внешней политики, но чтобы по-настоящему понять песню, вы должны проникнуть себе под кожу, внутрь своей собственной тьмы, жестокости, которую мы все сдерживаем внутри себя. Насилие — это то, о чём я довольно много знаю. У меня есть сторона, которая может быть очень жестокой в определённых обстоятельствах. Это наименее привлекательная черта в ком бы то ни было, и я хотел признаться в этом».
Дон Маклиз из Chicago Sun-Times считал, что «Exit» «[подразумевает] зло, которое может быть результатом морального самодовольства». В свою очередь музыкальный журналист Билл Грэм писал: «Впервые [Боно] признал опасность дуализма, скрытого в христианстве», сравнивая духовный и музыкальный тон песни с творчеством Virgin Prunes. Дэвид Вертер, сотрудник факультета философии Висконсинского университета в Мадисоне, сопоставил «Exit» с ещё одной песней U2 — «Until the End of the World» (1991), — исследуя роль, которую музыка может играть в достижении катарсиса. Он отметил, что обе песни были мощными по содержанию, но если «Until the End of the World» допускала возможность очищения, которое он описал как очищение души «через жалость и страх», предлагая слушателю примерить роль Иуды Искариота, то «Exit» была образцом очищения, освобождающего от излишней жалости и страха. Вертер отмечал, что «„Exit“ вызывает чувство страха, страха потерять контроль, поддаться своей тёмной стороне, возможно даже лишить себя жизни», в отличие от «наплыва сожаления», которые испытал Иуда.

## Отзывы
«Exit» получила неоднозначную оценку от музыкальных критиков. Колин Хогг из New Zealand Herald охарактеризовал песню как «бесспорно жуткий… шквальный огонь в гитарном исполнении». В свою очередь, публицистка газеты The San Diego Union-Tribune Дивина Инфузино назвала её «раскалённой». По мнению Тони Перри из The Patriot-News песня была одним из минусов альбома: «во время крещендо „Exit“… становится не более чем шумом». Эту точку зрения поддержал Леннокс Сэмюэлс из Dallas Morning News, который назвал её «скучной». В статье для Orange County Registrar Ориндж Джим Уошберн и Ноэль Дэвис охарактеризовали «Exit» «путешествием в разум убийцы, мучительным не столько из-за жутких религиозных текстов Хьюсона, сколько из-за перегруженного дисторшеном аккомпанемента группы [⁠…], который практически достигает точки кипения». В свою очередь Том Даффи из Orlando Sentinel назвал атмосферу песни «леденящей».
Ричард Харрингтон из Washington Post назвал композицию «амбивалентной в метафорическом плане», а Барбара Джагер из Bergen Record выразила мнение, что басовая партия Клейтона звучала «зловеще». По мнению Ниалла Стоукса, «Exit» представляла собой «противоположность яркой, радостной, оптимистичной, вдохновляющей сущности [U2], она — грязная, громкая, диссонирующая, однообразная, шумная, беспросветная. Если целью [U2] было вызвать чувство повсеместного зла, то она эффективно справилась с поставленной задачей». В свою очередь, Билл Грэм писал: «„Exit“ должна была разрушить миф о U2 как о хороших парнях от мира рок-музыки. Никогда ещё они не демонстрировали настолько тёмные черты [человеческого характера] и не выпускали такого опустошительного трека… Переплюнувшего даже „Bullet the Blue Sky“. Исполняя эту гитарную партию, [Эдж] словно царапает тюремную решётку по ту сторону безукоризненно-хорошего вкуса». Автор подытожил, назвав песню «джокером» этого альбома. Писатель Джон Люерссен сопоставил её с остальной частью каталога группы, заявив: «В отличие от большинства песен, написанных U2 до этого момента, „Exit“ лишена всякого оптимизма». По мнению публициста газеты Hot Press Колма О’Хара, заявления Роберта Бардо перекликались с попытками Чарльза Мэнсона «прикрыться» песней «Helter Skelter», и скрывали в себе «ещё более зловещие оттенки» в контексте смерти Джона Леннона. В свою очередь Стив Понд из Rolling Stone утверждал, что «Exit» получилась «достаточно неуклюжей, чтобы вы могли поймать себя на мысли, что даже Патти Смит не стала бы регулярно проделывать подобные вещи».
Хотя «Exit» не выпускалась в качестве отдельного сингла, она попала в национальный чарт Нидерландов, достигнув 46-го места по прошествии двух недель.

## Концертные исполнения
«Иногда Боно покидал сцену в перерыве, но не выходил из сценического образа. Темнота всё ещё была с ним. Временами ему было [психологически] сложно переключиться и приступить к исполнению следующих песен. В этой темноте есть определенный вид адреналина».

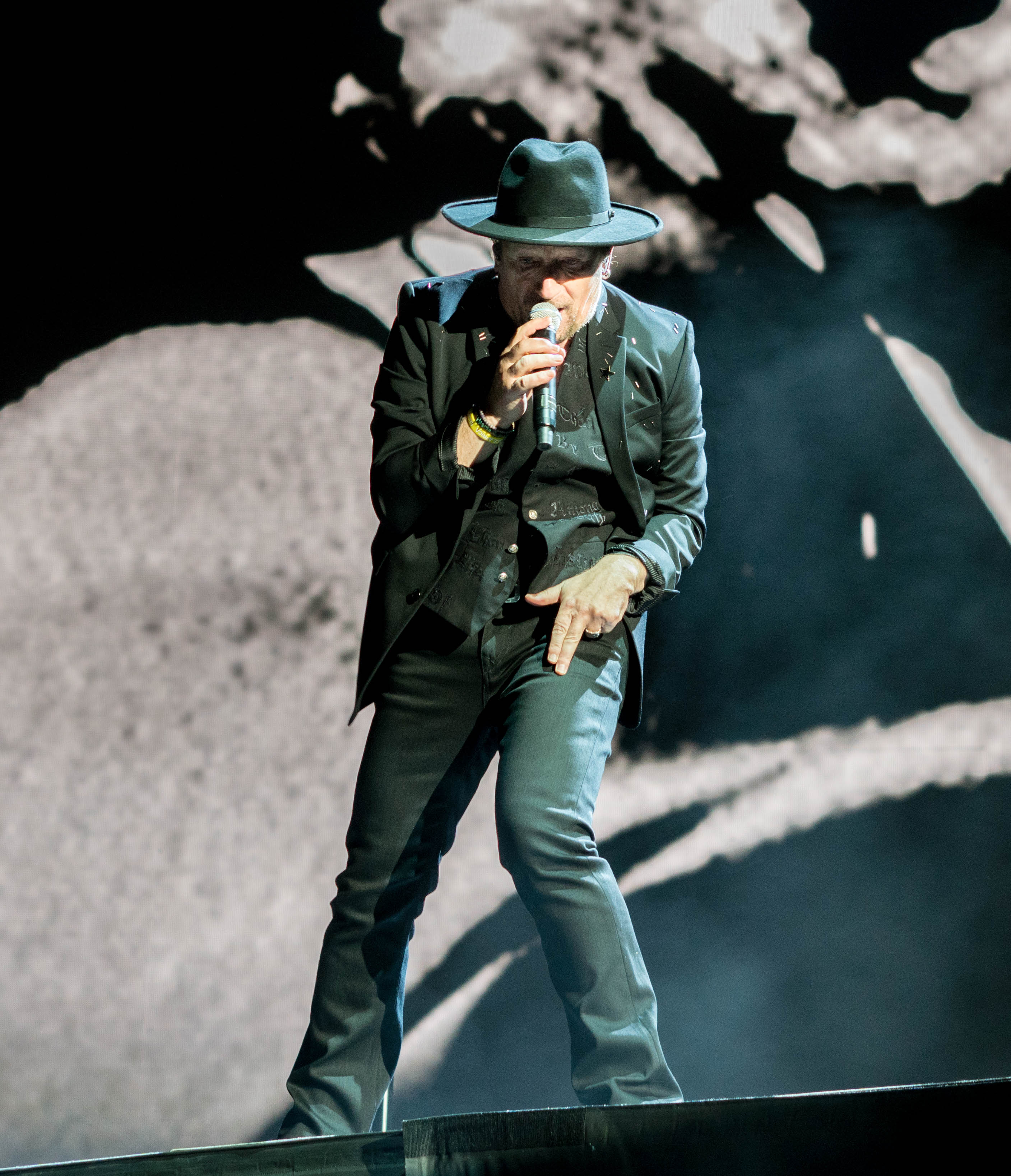
Боно изображает персонажа по имени «Человек-тень» во время исполнения «Exit» (турне Joshua Tree Tour, 2017 год)

Первое публичное исполнение «Exit» состоялось 8 марта 1987 года на музыкальной телепередаче The Old Grey Whistle Test. Боно представил её как «песню о религиозном человеке, фанатике, которому приходит в голову идея, названная им „руками любви“». Группа включила её в сет-лист первого шоу концертного тура Joshua Tree Tour, состоявшегося 2 апреля 1987 года в Темпе (штат Аризона), Клейтон отметил, что спонтанность джем-сейшена, во время которого была сочинена композиция, создала для группы проблему, посетовав, что «когда вы собираетесь в турне, приходится разучивать вещи, которые и записаны-то толком не были, а создавались вообще спонтанно». «Exit» прозвучала на всех 109 концертах тура, за ней часто следовал отрывок из песни «Gloria» группы Them, написанный Ван Моррисоном. После завершения Joshua Tree Tour группа отыграла «Exit» только один раз (до юбилейного тура Joshua Tree Tour 2017 года): 14 октября 1989 года в Мельбурне во время турне Lovetown Tour, почти через два года после её предыдущего исполнения. В 2007 году менеджер U2 Пол Макгиннесс сказал, что репутация песни была «слегка запятнана» после суда над Робертом Джоном Бардо, предположив, что она потеряла популярность среди музыкантов группы в связи с этим инцидентом.
В 2006 году Боно заявил: «Когда что-то идёт не так, и я чувствую, что между нами [музыкантами] рушится связь, я переживаю ужасные вещи на сцене». В таких случаях он сравнил свои эмоции с «темнейшим мраком» и счёл, что исполнение песни в некоторых случаях помогало ему преодолеть их. В нескольких сценах фильма «Rattle and Hum» Боно ходит с перевязанной рукой — так как в результате падения, произошедшего во время исполнения «Exit», он вывихнул плечо. Концерт снимался специально для фильма, и по словам Эджа, «как-то не задался». Боно упал, бегая по сцене, «в попытке растормошить [публику]». Музыкант так вспоминал об этом инциденте: «Из-за этой песни я впал в какое-то паршивое состояние… но причиной тому была ярость. Именно тогда я понял, что ярость — весьма вредная для здоровья вещь». В другом разговоре он сказал: «После „Exit“ мне хочется немедленно принять ванну. Я просто хочу смыть её со своей кожи». По мнению Грэма, с годами живые исполнения песни будут становиться для U2 всё более болезненными.
Дэвид Циммерман из USA Today считает, что концертное исполнение «Exit» помогло Маллену продемонстрировать навыки владения инструментом, описав его технику как «более напористую, чем когда-либо». По мнению обозревателя Chicago Sun-Times Дона Маклиза, концертное исполнение песни было «более жёстким, агрессивным и взрывным, чем бо́льшая часть ранней музыки группы». В свою очередь, Джон Брим из Star Tribune отмечал, что «она будоражила публику во многом так же, как [сет] U2 во время легендарного выступления на Live Aid в 1985 году», полагая, что песня аккумулировала энергию коллектива.
Концертное исполнение «Exit» записанное 8 ноября 1987 года в Денвере, фигурирует в качестве четвёртой песни фильма «Rattle and Hum» 1988 года. Ещё одно живое исполнение песни, записанное 4 июля 1987 года на Венсенском ипподроме в Париже, транслировалось в прямом эфире по телевидению. В 2007 году оно было выпущено в концертном альбоме Live from Paris в аудио и видео форматах.
Песня вернулась в концертную программу U2 во время турне Joshua Tree Tour 2017 года, посвящённого 30-летию одноимённой пластинки, на котором группа исполняла его целиком. Перед «Exit» на видеоэкране транслировался отрывок из сериала-вестерна «По следу» 1950-х годов, где мошенник по имени Трамп приезжает в город и обещает построить вокруг него стену, чтобы обеспечить безопасность жителей. Группа одобрила идею Боно добавить в шоу этот клип, тем самым намекая на деятельность тогдашнего президента США Дональда Трампа, но не ссылаясь на него напрямую. За клипом следовало изображение рук с татуировками «ЛЮБОВЬ» и «НЕНАВИСТЬ» вдохновлённое фанатичным проповедником / убийцей из фильма «Ночь охотника». Для исполнения «Exit» Боно принимал сценический образ «Человека-тени» надевая чёрный костюм и проповедническую шляпу. В этом амплуа музыкант декламировал публике избранные строчки из романа «Мудрая кровь» писательницы Фланнери О’Коннор, чьи произведения послужили источником вдохновения для «Exit», а также детскую считалку «Ини, мини, мини, моэ».

## Суд над Робертом Джоном Бардо
Роберт Джон Бардо, американец из Тусона, штат Аризона, был фанатом киноактрисы Ребекки Шеффер. В 1986 году он отправил ей письмо — постепенно увлечение переросло в одержимость. Тремя годами позже, увидев актрису в любовной сцене фильма «Сцены классовой борьбы в Беверли-Хиллз» (1989) Бардо почувствовал, что «её невинный образ был разрушен этой [художественной] лентой». Он заплатил частному детективу, чтобы тот узнал адрес девушки, после чего начал преследовать её, а 18 июля 1989 года отправился к ней домой и убил.
Для проведения психиатрической экспертизы Бардо был назначен Пак Эллиот Дитц, известный судебный психиатр, который работал над делом Джона Хинкли-младшего после его покушения на президента Рональда Рейгана. Он сообщил суду, что подсудимый ссылался на песню «Exit» в качестве своего мотиватора, таким образом пытаясь оправдать совершённое им преступление. По данным Associated Press, когда песня прозвучала в суде, «Бардо, который сидел неподвижно на протяжении всего процесса, ожил… Он ухмылялся, покачивался в такт музыке, постукивал по колену, словно барабану, и беззвучно шевелил губами, повторяя текст». В итоге он был осуждён за убийство первой степени.
В интервью 1993 года Боно сказал, что не чувствует личной ответственности за то, что песня U2 использовалась убийцей в качестве линии защиты, при этом подчеркнув: «Я всё ещё чувствую, что мы должны продолжать исследовать подобные [тёмные] закоулки в своём творчестве. Если в это место вас ведёт тема, вы должны туда отправиться. По крайней мере, в своём воображении. Я не уверен, что хочу остаться там навсегда. Я прогуляюсь туда изредка и выпью с Дьяволом, но я не перееду к нему насовсем». По словам Эджа, попытка Бардо прикрыться песней стала «для нас ударом»: «Должен ли какой-либо артист воздерживаться от выпуска [музыкального] материала из-за опасений относительного того, как кто-то другой может использовать результат его работы? Я бы не хотел, чтобы возникала цензура, будь то со стороны правительства или моя внутренняя».